# سیچان (اصفهان)
محله سیچان یکی از محله‌های قدیمی اصفهان است که مردم زمان قدیم در آن جا به دامپروری و کشاورزی مشغول بوده‌اند.
«این محله [...] از محلات جنوبی رودخانه زاینده رود است و در واقع، از دهاتی است که به شهر اصفهان اتصال یافته است» و اکنون، از محله‌های برخوردار و خوب اصفهان است.
از لحاظ تاریخی سیچان دهی بود در جنوب زاینده رود و با ده حسین‌آباد همسایه. شاه عباس اراضی جنوب زاینده رود را که درست در شمال این ده واقع شده بود ظاهراً تا حد خود رودخانه، هنگامی که ارامنه را از ارمنستان به اصفهان کوچانید به آن‌ها بخشید و فرمان‌هایی صادر کرد تا ارمنیان در این اراضی مستقر شوند. این اراضی شامل سه ده مارنان، قینان و سیچان بود و این هرسه با توسعه شهر اصفهان به انضمام جلفا که ارمنیان ساخته‌اند یکی ازمحلات معتبر اصفهان به‌شمار آمد.
جابری انصاری این قسمت را جزءِ بهترین محلات اصفهان از لحاظ آب و هوا ذکر می‌کند. واژه سیچان از سه جزءِ سی + چ + ان تشکیل شده است. کلمه سی تلفظ دیگری است از زی که از مصدر زیستن آمده است؛ و طبیعی‌ترین انتخاب نام برای محل زندگی و زیست گاه آدمیان است؛ و پسوند ان را برای نسبت و کثرت به کارمی برند؛ بنابراین سیچان به معنی محل زیست است؛ و از باب تسمیه حال و محل این نام را به خود گرفته است. سیچان به معنای موش در زبان ترکی نسبتی با وجه تسمیهٔ این محله ندارد.
محله سیچان دارای نام آورانی است، از جمله:
- محمدعلی کشاورز (بازیگر)
- عبدالله سیچانی (خوشنویس در خط نستعلیق)، فرزند: علی محمد؛ زندگانی او در دوره شاه سلیمان و شاه سلطان حسین صفوی بوده است.
- آقا عبدالمولی (شاعر، خوشنویس در خط شکسته)؛ او در شعر سیچانی اصفهانی تخلص می‌کرده و از شاعران هم دوره با شیخ علی حزین بوده است.

جمعیت این محله (بلوک آماری) در سال ۱۴۰۱، ۱۱۳۹۳ نفر با تراکم ۱۱۷ نفر در هر کیلومتر مربع بوده است.

## تخریب سردر مسجد حاج صدرا (محله سیچان)

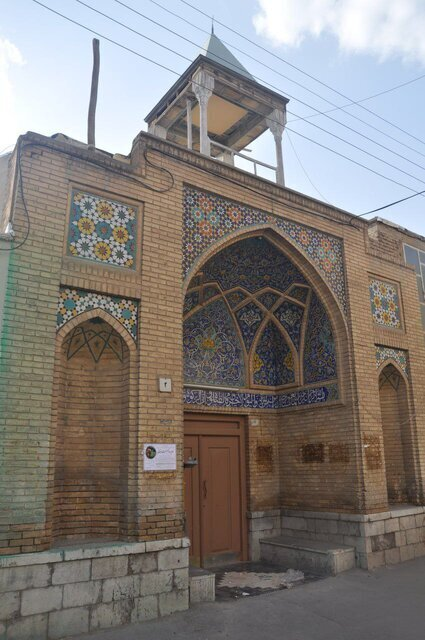

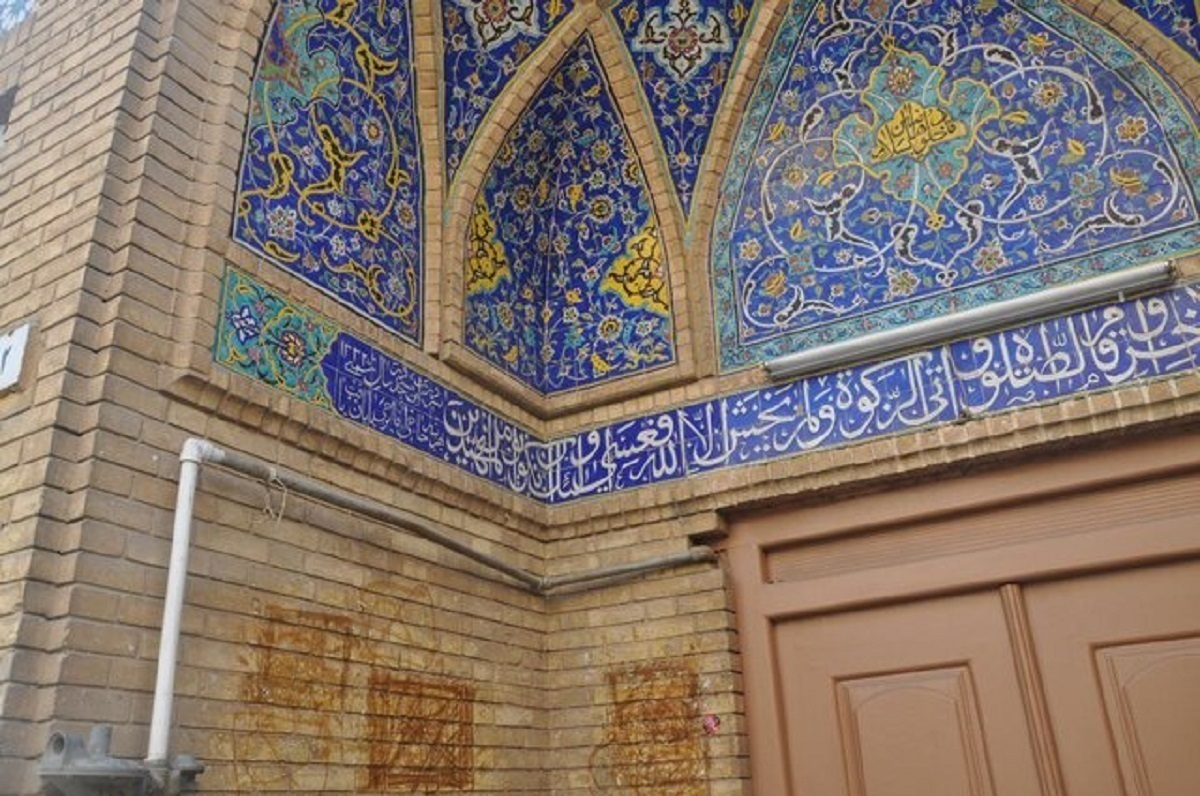

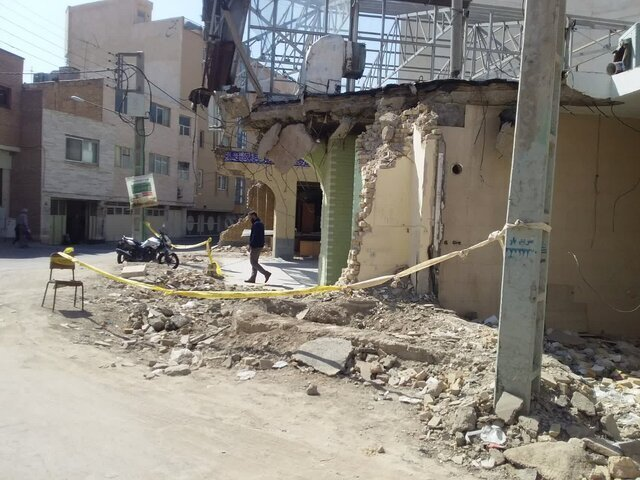

مسجد حاج صدرا، معروف به مسجد محله سیچان، آخرین بنای فرهنگی و هنری واجد ارزش در محله سیچان بود و از شاخصه‌های فرهنگی در بافت تاریخی شهر اصفهان. این مسجد کوچک و زیبا، از آثار دهه ۲۰ خورشیدی بود که سردر آن، جلوه ای از هنر اصفهان را در محله سیچان به تماشا گذاشته بود. سردر آجرکاری و کاشیکاری شده آن، پاییز ۱۴۰۳ خورشیدی، توسط (شهرداری منطقه ۵، شهرداری اصفهان) و با هماهنگی اداره اوقاف و هیئت امنای مسجد، به نام تعریض معبر، به‌طور کامل تخریب شد.